# Chlorophorus nigroannulatus
Chlorophorus nigroannulatus là một loài bọ cánh cứng trong họ Cerambycidae.